# معجزه ایتالیایی
معجزه ایتالیایی (ایتالیایی: Miracolo italiano) یک فیلم آنتولوژی کمدی ایتالیایی به کارگردانی انریکو اولدوئینی است که در سال ۱۹۹۴ منتشر شد.

## گزیدهٔ بازیگران
- کریستینا گاراوالیا
- رناتو پوتستو
- نینو فراسیکا
- اتسیو گرجو
- جورجو فالتی
- لئوناردو پیراچونی
- آنا فالکی
- کلاویا کُل
- آتینا چنچی
- کارلو مونی
- نوولو نوولی
- تونی اسپراندئو
- جانفرانکو بارا
- چچیلیا داتسی
- کارلوتا ناتولی
- داریو باندیرا
- رمو رموتی
- انریکو برینیانو
- فرانچسکو بنینیو
- ماریا آملیا مونتی